# RG Veda
RG Veda (聖伝-RG VEDA-?, Seiden: Rigu Vēda) è un manga di 10 tankōbon creato dalle CLAMP e pubblicato dal 1989 al 1996 dalla casa editrice giapponese Shinshokan nella rivista Wings. In Giappone è chiamato più comunemente Seiden (聖伝?), mentre nel resto del mondo l'opera è più nota col suo sottotitolo RG Veda (リグ・ヴエーダ?, Rigu Vēda).
Si tratta del primo lavoro professionale delle CLAMP ed è anche il loro primo grande successo, grazie al quale sono riuscite a farsi conoscere al grande pubblico. Questo fu inoltre uno dei pochi lavori durante il quale le CLAMP erano formate da sette membri: assieme a Nanase Ohkawa, Mokona Apapa, Satsuki Igarashi, Mick Nekoi e Akiyama Tamayo, lavoravano infatti anche Leeza Sei e Sei Nanao, che nel 1992 lasceranno il gruppo.
Oltre al manga, nel 1991 sono stati realizzati anche due OAV.
In Italia è stato pubblicato in 20 volumi, di dimensioni dimezzate rispetto all'originale, dalla Planet Manga. Tra il 2009 e il 2010 la Magic Press MX ha ristampato l'opera in un'edizione fedele all'originale.
Il titolo è direttamente preso dal Ṛgveda (Rig vèda), il primo e più antico libro dei Veda, una raccolta di testi sacri scritti in sanscrito fondamenta della religione induista.
Per la precisione, il manga trae ispirazione da una rielaborazione buddista dei Rig Veda, giunta in Giappone attraverso la Corea e la Cina. Le divinità protagoniste assumono connotati più concreti rispetto a quelle indiane e non sono immortali (nonostante vantino poteri che gli esseri umani non possono neanche immaginare): la loro "immortalità" consiste unicamente nel nome, tramandato di padre in figlio.

## Trama
Il dio del Tuono Taishakuten si è ribellato all'Imperatore Celeste, lo ha decapitato, si è proclamato imperatore e ha ucciso Ashura-ō, il Dio della Guerra. Una profezia ambigua che parla di sei stelle sembra, però, minacciare il suo regno del terrore.
Il Dio Guardiano del Nord, Yasha-ō, dopo aver ascoltato la profezia decide di risvegliare dal suo sonno secolare il figlio di Ashura-ō, un essere asessuato di nome Ashura. Insieme a Sōhma, Ryu-ō e Karura-ō intraprendono un viaggio per sconfiggere l'usurpatore; vengono accompagnati ed aiutati da Kujaku, un demone che nasconde un segreto.
Come in quasi tutti i manga delle CLAMP, anche in RG Veda ci sono molti riferimenti shōnen'ai, e in questo caso una delle coppie shōjo-ai più famose, quella composta da Kendappa-oh e Sohma.

## Trama completa
Volume 1:
- Il risveglio di Ashura

I protagonisti di RG Veda in CLAMP IN WONDERLAND

Yasha-ō viene convocato dall'imperatore celeste, Taishakuten, che gli ordina di uccidere Kuyō, la profetessa al servizio del precedente imperatore, nonché amica del malcapitato, fuggita dalla sua prigione. Non appena raggiunto il suo rifugio, Kuyō rivela a Yasha-ō una profezia: "Cadranno sei stelle... sei stelle oscure che si ribelleranno al cielo. Tu, dando inizio a un destino già scritto, prenderai con te un bambino con cui, spinto dal grido di una stirpe ormai estinta, ti metterai in viaggio. Quel bambino, benché oscilli tra il bene e il male, farà girare la ruota del destino del mondo celeste. Quando le sei stelle si riuniranno, la sorte del cielo sarà decisa. Ma dal profondo delle tenebre discenderà qualcuno... la cui identità le stelle non mi rivelano, che governa il corso degli astri e manovra sia le stelle oscure che quelle celesti. L'ardente fiamma che alleverai ridurrà in cenere tutti i mali e le sei stelle domineranno ogni cosa, nulla potrà arrestarle. Voi sarete la distruzione che annienterà il cielo!".
Yasha-ō raggiunge la Foresta di Maya nella quale è custodito il bambino destinato ad ucciderlo, il bambino della profezia. Rompendo il sigillo che proteggeva la foresta, il re del clan Yasha riparte in compagni di quel bimbo, Ashura.
Nel frattempo, il villaggio degli Yasha viene attaccato da alcuni demoni e, sventato il pericolo, Yasha-ō e il piccolo Ashura fanno ritorno dalla sacerdotessa Kuyō, ma la trovano morta. Intanto ha fatto la sua comparsa un misterioso personaggio, Kujaku, che avverte il due viaggiatori che il colpevole dell'omicidio è uno dei superiori di Yasha-ō.
Il villaggio Yasha viene nuovamente attaccato, ma da Bishamopnten questa volta, il generale del nord al servizio dell'imperatore. Gli abitanti del villaggio non riescono a far fronte al nuovo nemico e vengono sterminati. Un ragazzo ferito a morte accusa il piccolo Ashura di essere la causa dello sterminio affermando che lui sia un essere maledetto poiché appartenente all'estinto e proibito clan Ashura.
- La festa delle stelle

Yasha-ō e Ashura fanno il loro incontro con Gigei, una ballerina che stringe subito amicizia con il bambino. Le guardie dell'imperatore intervengono per farsi consegnare "l'ultimo di una stirpe maledetta". Dopo un breve scontro, Yasha-ō e Ashura lasciano l'amica che, intanto, va ad esibirsi al Palazzo Celeste dove viene riconosciuta come complice dei due fuggitivi e uccisa.
- Le fiamme dell'anticielo, il tuono del Sovrano Celeste

(Flashback) "All'alba dei tempi, tutto ciò che si trovava tra il cielo e la terra era governato dagli dei e gli uomini, ancora impotenti, vivevano in pace perpetua sotto il dominio del signore degli dei, l'imperatore celeste. La vasta terra era felice e ricoperta da mille colori, mentre il cielo era alto e trasparente. sotto il dominio dell'imperatore celeste perfino l'invincibile stirpe guerriera degli Ashura aveva dimenticato da tempo cosa fosse la guerra. Questa è una storia che risale al tempo in cui nel mondo celeste regnava ancora la pace".
La sacerdotessa Kuyō rivela la profezia "delle sei stelle" al re Ashura-ō. Taishkuten chiede di sfidare quest'ultimo. Il duello, però, termina senza un vincitore.
- La fiaccola

Yasha-ō narra ad Ashura la leggenda che riguarda la sua spada: "in un'epoca in cui le terre del nord erano avvolte da fosche nubi, dalla volta celeste discese un misterioso essere dalla cui schiena spuntavano delle ali nere. Egli soccorse il popolo degli Yasha facendo ricorso a molteplici arti misteriose, ma al volgere di tre lune estrasse una spada demoniaca e, lasciando detto che avrebbe dovuto essere ereditata dall'uomo più forte della stirpe degli Yasha, tornò da dove era venuto. Fu così che il popolo degli Yasha prosperò grazie all'enorme forza che aveva ottenuto".
Volume 2:
- La tempesta delle sei stelle

Durante una conversazione tenuta al castello dell'imperatore celeste, il Castello di Zenmi, si scopre che il piccolo Ashura è figlio dell'imperatrice Shashi e del re Ashura-ō e fratello gemello di Ten-ō, figlio dell'imperatore Taishakuten.
Yasha-ō e Ashura, durante uno scontro con le truppe imperiali nei pressi del Castello di Gandaraja, residenza della musicista Kendappa-ō, incontrano Sōma, l'ultima rimasta della stirpe dei sōma. Qui viene introdotta anche la figura di Kisshōten, la figlia del precedente imperatore e moglie di Bishamonten. Ashura apprende la notizia della morte di Gigei, Kendappa-ō mostra grande abilità nel combattimento mettendo fuori gioco una spia introdottasi nel castello e Sōma si unisce a Yasha-ō e Ashura nel loro viaggio. Una nuova apparizione di Kujaku rivela che per trovare le sei stelle della profezia è necessario trovare la Spada Shura, la spada leggendaria che si tramanda ai re della stirpe Ashura.
Nel Castello del Drago, intanto, il giovane Ryu si rifiuta di succedere come re del suo clan ma incontrandosi con Yasha-ō, Ashura e Sōma decide di sfidarli. La lotta viene interrotta e il nuovo Ryu-ō si unisce ai tre.
Il gruppo si mette così alla ricerca della spada Shura, custodita a Kusumapura, una città sotterranea ed abbandonata, ormai inghiottita dalla foresta. Lì, Yasha-ō, Ashura e Ryu-ō intraprendono una battaglia con uno dei pochi sopravvissuti della città, Kumaraten. La lotta si interrompe grazie all'intervento di Kara, una sacerdotessa del clan Ashura e sorella dell'imperatrice Shashi. Lei racconta parte del suo passato con la gemella: l'attuale imperatrice è sempre stata più ambiziosa della sorella e non si è mai accontentata di essere una semplice sacerdotessa. Era crudele e tradì il suo clan nonché suo marito, il re Ashura-ō, unendosi al ribelle Taishakuten.